# Alligator Alcatraz

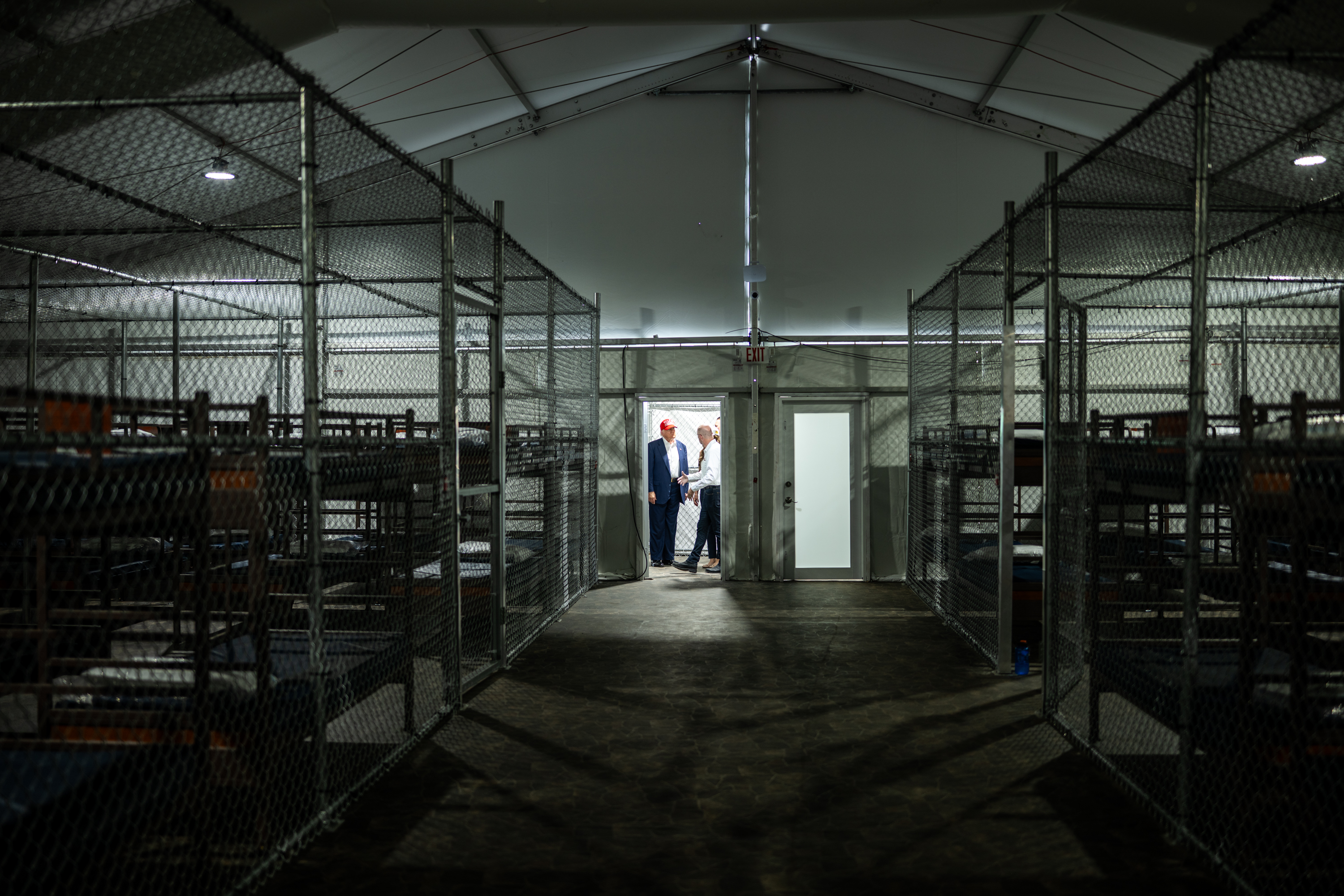
Overzichtsfoto van de kooien met stapelbedden in Alligator Alcatraz

Alligator Alcatraz is een detentiecentrum in de Everglades ten westen van de stad Miami in de Amerikaanse staat Florida. De naam Alligator Arcatraz verwijst naar het voorkomen van alligators in het Everglades-moeras en de voormalige streng beveiligde gevangenis op Alcatraz, een eiland voor de kust van de Californische stad San Francisco. 
Het detentiecentrum werd in juni 2025 gebouwd op een drie kilometer lange landingsbaan in het gebied. De regering Trump beoogt vijfduizend 'illegale' criminelen in het centrum te huisvesten en vervolgens de Verenigde Staten uit te zetten.  Politieke tegenstanders van Trump spreken van een concentratiekamp.
Alligator Alcatraz werd op 1 juli officieel in werking gezet na een bezoek van de Amerikaanse president Donald Trump. Een poging van andere politici om het omstreden centrum te bezoeken werd geweerd, ondanks hun wettelijke autoriteit om zulke bezoeken te doen. 
In reactie op de zorgen die geuit zijn over de mensenrechten van gedetineerden in dit centrum heeft de Republikeinse partij in Florida merch te koop gezet om deze zorgen te bagatelliseren.